# 布拉尼博爾斯卡塔
布拉尼博爾斯卡塔（波蘭語：Wieża Braniborska）是位於波蘭綠山城一座歷史悠久的瞭望塔，高18米，現為綠山城大學的一部分，目前是綠山城大學天文台和波蘭天文愛好者協會綠山城分會的所在地。布拉尼博爾斯卡塔建於1859年至1860年間，其目的是提供與觀景功能，當時塔內設有餐廳。之後建物一度荒置，至1988年修復完成。2005年，塔頂進行了重建。
塔身由兩部分組成-下部是六邊形，頂部有一個圍繞建築物運行的露台，上部也是六邊形，但橫截面要小得多。2005年後，頂部新增了一個旋轉圓頂，一座望遠鏡位於其下方。
其名稱來自上索布語，在該語言中意指鄰近的德國地名—勃蘭登堡。

## 外部連結
- 波蘭天文愛好者協會綠山城分會 （页面存档备份，存于） （波兰語）
- 綠山城大學天文台 （页面存档备份，存于） （波兰語）